# Working on a Dream
Working on a Dream —en español: Construyendo un sueño— es el decimosexto álbum de estudio del músico estadounidense Bruce Springsteen, publicado por la compañía discográfica Columbia Records el 27 de enero de 2009. Según relató Springsteen, el contenido de Working on a Dream, el último trabajo que contó con la participación del saxofonista de la E Street Band Clarence Clemons, fue grabado tras las mezclas de Magic, con composiciones nuevas y otras que no tuvieron cabida en Magic.
Tras su publicación, Working on a Dream obtuvo un notable éxito comercial al alcanzar el primer puesto en las listas de discos más vendidos de varios países, incluyendo los Estados Unidos y el Reino Unido. Hasta la fecha, ha vendido más de tres millones de copias a nivel mundial, con cerca de 585 000 en los Estados Unidos. Además, obtuvo buenas reseñas de la prensa musical, con un promedio de 72 sobre 100 en la web Metacritic basado en las calificaciones de 29 medios de comunicación.

## Historia
Working on a Dream, cuyo anuncio oficial se publicó el 17 de noviembre de 2008, surgió a raíz de nuevas canciones que Bruce Springsteen compuso hacia el final de las sesiones de grabación de su anterior álbum, Magic (2007). Según Springsteen, «What Love Can Do» surgió como una «meditación sobre el amor en los tiempos de Bush, pero parecía como el comienzo de algo nuevo en lugar de un candidato para Magic». Respaldado de nuevo por el productor musical Brendan O'Brien, Springsteen decidió comenzar a grabar un nuevo álbum, y compuso durante la siguiente semana las canciones «This Life», «My Lucky Day», «Life Itself», «Good Eye» y «Tomorrow Never Knows».

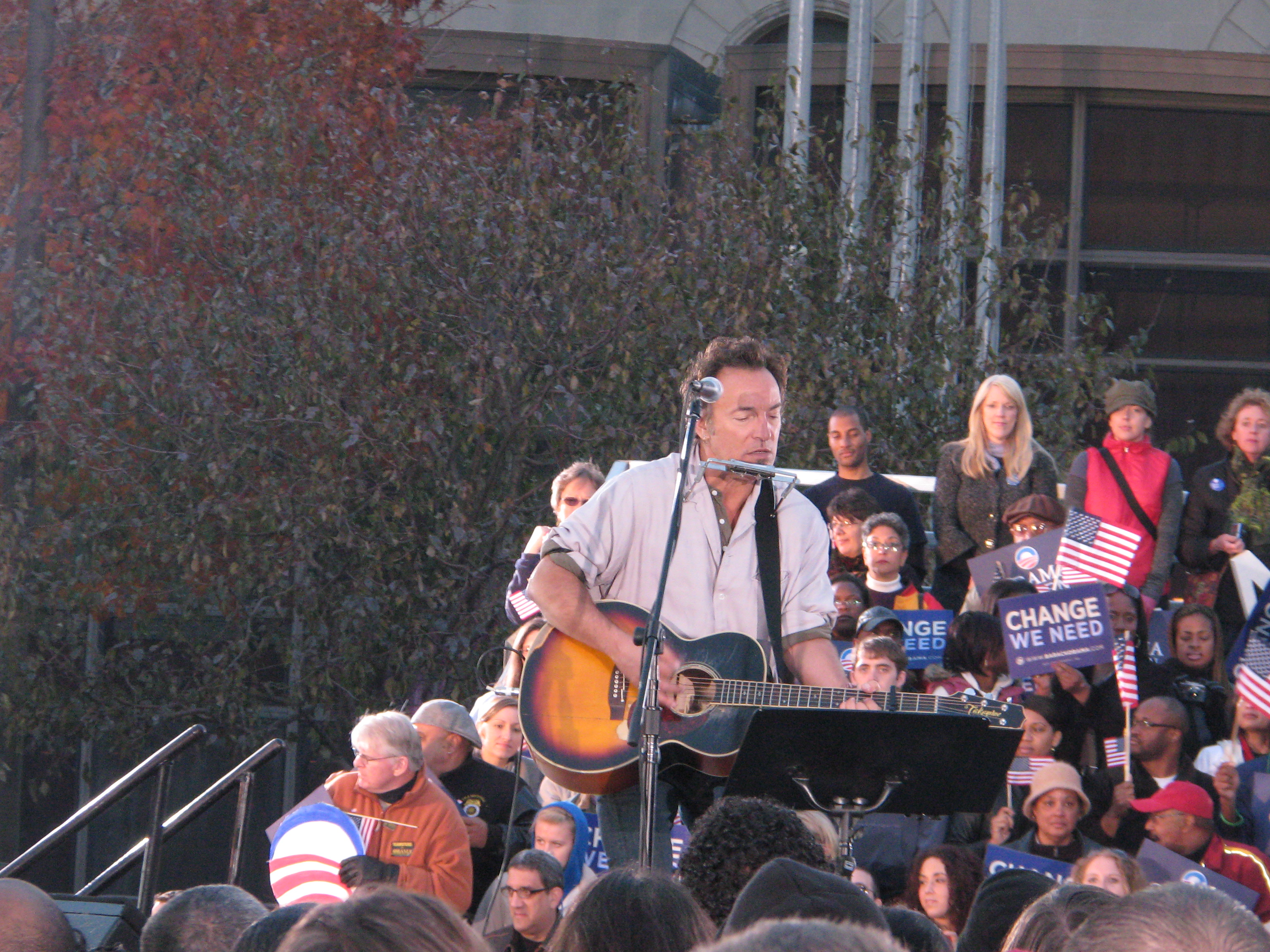
Springsteen en un acto de la campaña presidencial de Barack Obama en Cleveland (Ohio).

Las canciones fueron grabadas con miembros de la E Street Band durante descansos de la gira de promoción de Magic, entre 2007 y 2008, y la mayoría de ellas fueron finalizadas en apenas unas tomas, una situación que reflejó un ritmo más rápido de producción en comparación con trabajos anteriores. Springsteen comentó al respecto: «Espero que Working on a Dream capture la energía de una banda recién salida a la carretera de algunos de los conciertos más emocionantes que hemos hecho». Al igual que en Magic, la gran mayoría de las canciones fueron grabados al principio con el núcleo rítmico del grupo, integrado por Max Weinberg, Garry Tallent y Roy Bittan, mientras que las contribuciones del resto de músicos fueron añadidas a posteriori.
Working on a Dream fue también el último álbum en el que participó el miembro de la E Street Band Danny Federici, que falleció a causa de un melanoma en abril de 2008. Jason, hijo de Federici, tocó el acordeón en «The Last Carnival», una canción dedicada a su padre.
Springsteen estrenó la canción «Working on a Dream» el 2 de noviembre de 2008 durante un acto de la campaña electoral en Cleveland (Ohio) del por entonces candidato a la Presidencia de los Estados Unidos Barack Obama. La canción se estrenó en las estaciones de radio el 21 de noviembre, y tres días después se publicó como descarga digital en iTunes y en la tienda de Sony BMG. La canción, que fue acompañada de un videoclip, alcanzó el puesto 195 en la lista UK Singles Chart. El 1 de diciembre, la web Amazon estrenó la canción «My Lucky Day» junto a un video en el que se veía a Springsteen y la E Street Band grabando la canción. La publicación de «Working on a Dream» y «My Lucky Day» motivó al diario The New York Times a proclamar a Springsteen como «más esperanzador y menos sombrío» con respecto a su anterior trabajo, Magic. Un tercer sencillo, «Life Itself», fue publicado como descarga gratuita en la misma web el 28 de diciembre, con un nuevo video que incluyó material de estudio.
El 12 de enero de 2009, Working on a Dream se filtró en Internet, y una semana después, NPR publicó la canción en formato streaming. En una extensa campaña de promoción, Springsteen apareció en la entrega de premios de los Globos de Oro, en la primera investidura presidencial de Barack Obama, en el intermedio de la Super Bowl XLIII y en la entrega de los premios Óscar de 2008. A pesar de su presencia en la gala de los Óscar, la canción «The Wrestler» no fue nominada por la Academia a la mejor canción original. No obstante, la canción, estrenada en la 65º edición del Festival Internacional de Cine de Venecia, recibió el Globo de Oro a la mejor canción original.
La versión deluxe del álbum incluyó un DVD con The Sessions, un documental de 38 minutos de duración con material sobre las sesiones de grabación. Producido, dirigido y editado por Thom Zimny, incluyó también material de los temas "My Lucky Day", "Queen of the Supermarket", "Kingdom of Days", "Working on a Dream", "Life Itself" y "The Last Carnival". Además, incluyó también demos y versiones primerizas de las canciones a medida que fueron desarrolladas.

## Recepción
Tras su publicación, Working on a Dream obtuvo críticas similares a su predecesor, Magic, con una media ponderada de 72 sobre 100 en la web Metacritic basada en 29 reseñas. Stephen Thomas Erlewine de Allmusic como una «pieza compañera» de Magic y escribió: «Una gran parte del atractivo de Springsteen ha sido siempre la forma en que la E Street Band ha sonado grande y abierta de corazón, pero Working on a Dream, al igual que antes con Magic, tiene una producción que parece pequeña y limitada incluso aunque está estratificada con pequeños detalles. Es posible escuchar en torno a esta producción y oír los pequeños encantos de las canciones, pero el álbum hubiese estado mejor si el sonido coincidiese con el sentimiento». Por su parte, Brian Hiatt de la revista Rolling Stone lo definió como el «álbum más rico de los tres discos de rock que Springsteen ha hecho en esta década con la E Street Band», y escribió: «Para entender el barrido romántico y la arrogante ambición musical que define el primer disco de Springsteen en la era de Barack Obama, tienes que retrotraerte a un artefacto de la administración Ford: Born to Run. En aquellos días, Springsteen conducía a la E Street Band sin cinturón de seguridad, quedándose despierto toda la noche para añadir sobregrabacioneS: glockenspiel, guitarra, violines y ruido de motocicletas. Pero en Working on a Dream, Springsteen finalmente vuelve a encender su fuerte enamoramiento con las sinfonías pop de Roy Orbison y Phil Spector».
No obstante, otros periodistas fueron más críticos con el álbum. Ann Powers escribió en Los Angeles Times: «Lo mejor que puede decirse de Working on a Dream es que es estrepitosamente atolondrado y estimulantemente malo».
En el plano comercial, Working on a Dream debutó en el primer puesto de la lista estadounidense Billboard 200, con cerca de 224 000 copias vendidas en el país durante la primera semana, desbancando al álbum de Taylor Swift Fearless. El logro supuso el noveno número uno de Springsteen en los Estados Unidos, empatando en la misma posición con The Rolling Stones y solo superado por The Beatles, Jay-Z y Elvis Presley, con 19, 11 y 10 números uno respectivamente. Working on a Dream también debutó en el primer puesto de las listas Top Rock Albums, Top Digital Albums y Top Internet Albums, además de alcanzar la primera posición en otros diecisiete países.

## Lista de canciones
Todas las canciones escritas y compuestas por Bruce Springsteen. 
| N.º | Título                                                              | Duración |  |
| 1.  | «Outlaw Pete»                                                       | 8:01     |  |
| 2.  | «My Lucky Day»                                                      | 4:01     |  |
| 3.  | «Working on a Dream»                                                | 3:32     |  |
| 4.  | «Queen of the Supermarket»                                          | 4:40     |  |
| 5.  | «What Love Can Do»                                                  | 2:57     |  |
| 6.  | «This Life»                                                         | 4:31     |  |
| 7.  | «Good Eye»                                                          | 3:03     |  |
| 8.  | «Tomorrow Never Knows»                                              | 2:14     |  |
| 9.  | «Life Itself»                                                       | 4:01     |  |
| 10. | «Kingdom of Days»                                                   | 4:03     |  |
| 11. | «Surprise, Surprise»                                                | 3:25     |  |
| 12. | «The Last Carnival»                                                 | 3:30     |  |
| 13. | «The Wrestler» (Tema extra)                                         | 3:51     |  |
| 14. | «A Night With the Jersey Devil» (Tema extra de la edición japonesa) | 3:24     |  |

| DVD (edición deluxe) |                                 |          |  |
| N.º                  | Título                          | Duración |  |
| 1.                   | «The Sessions DVD» (Documental) |          |  |
| 2.                   | «A Night With the Jersey Devil» | 3:23     |  |

## Personal
| Músicos - Bruce Springsteen: voz, guitarra, armónica, teclados, percusión y glockenspiel - The E Street Band: - Roy Bittan: piano, órgano y acordeón - Clarence Clemons: saxofón y coros - Danny Federici: órgano - Nils Lofgren: guitarras y coros - Patti Scialfa: coros - Garry Tallent: bajo - Steve Van Zandt: guitarras y coros - Max Weinberg: batería - Soozie Tyrell: violín y coros - Patrick Warren: órgano, piano y teclados en «Outlaw Pete», «This Life» y «Tomorrow Never Knows» - Jason Federici: acordeón en «The Last Carnival» - Edward Horst: orquestación en «Outlaw Pete», «Tomorrow Never Knows», «Surprise Surprise» y «Kingdom of Days» | Equipo técnico - Chris Austopchuck: diseño artístico - Dave Bett: diseño artístico - Billy Bowers: ingeniero asistente - Danny Clinch: fotografía - Nick Didia: grabación - Michelle Holme: diseño artístico - Derek Karlquist: ingeniero asistente - Paul Lamalfa: ingeniero asistente - Bob Ludwig: masterización - Kevin Mills: ingeniero asistente - Brendan O'Brien: producción musical - Tom Syrowski: ingeniero de sonido - Tom Tapley: ingeniero asistente - Darren Tablan: ingeniero asistente |

## Posición en listas
| Año  | País              | Lista                       | Posición |
| ---- | ----------------- | --------------------------- | -------- |
| 2009 | Alemania          | Media Control Albums Charts | 1        |
| 2009 | Australia         | ARIA Albums Chart           | 3        |
| 2009 | Austria           | Ö3 Austria Top 40           | 1        |
| 2009 | Bélgica (Flandes) | Ultratop 200 Albums         | 1        |
| 2009 | Bélgica (Valonia) | Ultratop 200 Albums         | 2        |
| 2009 | Canadá            | Top Canadian Albums         | 1        |
| 2009 | Croacia           | Top 40 International Albums | 1        |
| 2009 | Dinamarca         | Tracklisten Album Top-40    | 1        |
| 2009 | España            | Promusicae Albums Chart     | 1        |
| 2009 | Estados Unidos    | Billboard 200               | 1        |
| 2009 | Estados Unidos    | Top Digital Albums          | 1        |
| 2009 | Estados Unidos    | Top Rock Albums             | 1        |
| 2009 | Estados Unidos    | Top Tastemaker Albums       | 1        |
| 2009 | Finlandia         | Albums Top 50               | 1        |
| 2009 | Francia           | SNEP Albums Chart           | 2        |
| 2009 | Irlanda           | Irish Albums Chart          | 1        |
| 2009 | Italia            | Italian Albums Chart        | 1        |
| 2009 | Noruega           | VG-lista Albums Chart       | 1        |
| 2009 | Países Bajos      | Mega Album Top 100          | 1        |
| 2009 | Reino Unido       | UK Album Chart              | 1        |
| 2009 | Suecia            | Albums Top 60               | 1        |
| 2009 | Suiza             | Top Albums 100              | 1        |

| Año  | Sencillo             | Lista                        | Posición más alta |
| ---- | -------------------- | ---------------------------- | ----------------- |
| 2008 | «Working on a Dream» | Billboard Hot 100            | 95                |
| 2008 | «Working on a Dream» | Billboard Mainstream Rock    | 35                |
| 2008 | «Working on a Dream» | Hot Canadian Digital Singles | 67                |
| 2008 | «Working on a Dream» | UK Singles Chart             | 133               |
| 2008 | «My Lucky Day»       | Billboard Mainstream Rock    | 37                |
| 2008 | «The Wrestler»       | Billboard Hot 100            | 120               |
| 2008 | «The Wrestler»       | Hot Canadian Digital Singles | 37                |
| 2008 | «The Wrestler»       | UK Singles Chart             | 93                |